# Parapherocera montana
Parapherocera montana är en tvåvingeart som beskrevs av Irwin 1977. Parapherocera montana ingår i släktet Parapherocera och familjen stilettflugor. Inga underarter finns listade i Catalogue of Life.